# Svart höst
Svart höst (originaltitel Sort høst) är en dansk dramafilm från 1993 i regi av Anders Refn. Filmen bygger Gustav Wieds roman Fædrene æde druer (1908) och i rollerna ses bland andra Ole Ernst, Sofie Gråbøl och Marika Lagercrantz.

## Handling
Filmen utspelar sig under 1800-talets andra hälft och är en realistisk skildring av en aristokratfamilj. Fadern i familjen, Nils Uldahl-Ege, bedrar sin fru och blir allt mer argsint. Dottern Clara skriver dagbok i hemlighet i vilken hon reflekterar över sitt liv, sina önskningar och sitt lidande.

## Medverkande
- Ole Ernst
- Marika Lagercrantz
- Sofie Gråbøl
- Jens Jørn Spottag
- Helene Egelund
- Sofie Stougaard
- Lisbet Dahl
- Lene Brøndum
- Pernille Højmark
- Otto Brandenburg
- Benny Hansen
- Peter Gilsfort
- Kit Eichler
- Aksel Erhardsen
- Henrik Larsen
- Anne-Lise Gabold
- Christoffer Bro
- Lene Vasegaard
- Grethe Holmer
- Asta Esper Andersen
- Else Petersen
- Niels Skousen
- Majbritte Ulrikkeholm
- Ida Dwinger
- Baard Owe
- Holger Perfort
- Folmer Rubæk
- Waage Sandø
- John Hahn-Petersen
- Claus Bue

## Om filmen
Svart höst producerades av Lars Kolvig för Nordisk Film. Den fotades av Jan Weincke och klipptes av Jesper W. Nielsen. Filmmusiken komponerades av Niels Arnt Torp. Filmen premiärvisades den 5 november 1993.
Filmen har belönats med en rad priser. 1994 vann den pris för årets kvinnliga huvudroll, årets foto, årets kostym, årets smink och årets filmdekoration på Robert-galan. Samma år fick den två priser vid Bodilgalan, en för bästa kvinnliga huvudroll och en för bästa kvinnliga biroll.